# Rojik Tamás
Rojik Tamás (Kecskemét, 1988. február 22.) magyar író.

## Pályafutása
Az érettségi vizsgát követően a Szegedi Tudományegyetemen tanult magyar alapszakon, majd az ELTE-n végezte el a magyartanár-történelemtanár mesterképzést. Műveit közölték az ÚjNautilus, az Irodalmi Jelen, a Napút, a Műút, a Kulter és az Irodalmi szemle. 2016-ban publikálta első regényét Befogad és kitaszít címmel, melyet 2017-ben A csillagos égig című kötet követett. Budapesten él.

## Regényei
- Befogad és kitaszít; Napkút, Bp., 2016 (Pálya!)
- A csillagos égig, Napkút Kiadó, 2017
- Szárazság, Tilos az Á könyvek, 2020
- Árulás, Tilos az Á könyvek, 2021